# 増井浩俊
増井 浩俊（ますい ひろとし、1984年6月26日 - ）は、静岡県焼津市出身の元プロ野球選手（投手）、野球解説者。
愛称は「まっすー」。

## 経歴

### プロ入り前
小学校4年時から地元焼津市の野球少年団で野球を始めると、中学時代にノーヒットノーランを記録。この経験をきっかけにプロ野球選手を志した。増井と同じく焼津市出身の牧田和久と川端崇義とは同学年で、小学校時代から対戦の経験がある。
静岡高へ進学し硬式野球部に所属したが、春夏共に甲子園への出場はなし。高校卒業後に駒澤大学へ進学すると、東都大学野球のリーグ戦で、通算34試合に登板。8勝12敗という成績を残した。
大学卒業後に入社した東芝では、当時エースの座にあった磯村秀人の陰に隠れていたが、入社3年目の2009年に実力が開花。第38回IBAFワールドカップ日本代表にも選出された。同年のNPBドラフト会議にて北海道日本ハムファイターズから5巡目指名を受け、契約金5000万円、年俸900万円（金額は推定）という条件で入団。入団当初の背番号は43。

### 日本ハム時代

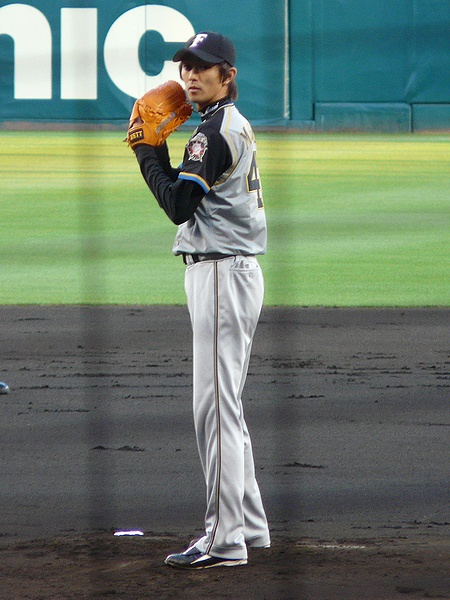
日本ハム時代

2010年4月9日の福岡ソフトバンクホークス戦でプロ初登板を果たしたが、3失点で敗戦投手となった。それ以後も先発ローテーションの一員として起用され、4月27日のオリックス・バファローズ戦で7回1安打無失点と好投し、プロ初勝利を挙げた。また、5月13日の阪神タイガース戦ではプロ初安打と初打点を記録した。その後、右肩肩甲上神経炎により6月16日に出場選手登録を抹消され、8月後半に再登録されるも不振が続き9月前半に再度抹消された。11月8日には一般人女性と結婚。
2011年は開幕からセットアッパーとして起用され、前半戦は防御率一点台前半の好成績を記録。けがのため欠場した馬原孝浩（ソフトバンク）の補充選手としてオールスターゲーム初出場を果たし、第2戦で4番手として登板した。その後もセットアッパーとしてシーズンを乗り切り、リーグ3位の34ホールドポイント、防御率も1点台と飛躍の年となった。また、背番号も「43」から同年限りで退団した林昌範が着用していた「19」に変更された。
2012年もセットアッパーとして起用されたが、5月2日に抑えの武田久が右膝の故障により戦線を離脱したため、その間は抑えを担うこととなり、抑えとして初登板した5月6日に初セーブを挙げた。武田の復帰後は再びセットアッパーに戻り、6月・9月に疲労の蓄積で不調に陥りながらも、最終盤には持ち直し、共にパ・リーグ新記録となる45ホールド・50ホールドポイントを挙げ最優秀中継ぎ投手のタイトルを獲得し、リーグ優勝に大きく貢献した。
2013年は武田久の離脱により抑えを任されたが、4月後半からセットアッパーに復帰した。しかし6月5日の読売ジャイアンツ戦で小笠原道大に2年ぶりの本塁打となるサヨナラ3ランを打たれ、7月には2試合連続で救援失敗するなど不安定な投球が続き、宮西尚生やルーキーの河野秀数にセットアッパーの座を譲ることもあった。最終的に3年連続の50試合登板、そして史上最速（192試合）での100ホールドを達成したものの、シーズン終盤に持ち直したとはいえ防御率、ホールド数共に前年に比べて数字を大幅に落とした。
2014年も開幕早々に武田久が離脱したことで抑えに回った。序盤はリードを守りきれない場面が目立ち、6月には4試合連続で失点するなど投球が安定せず、一時は新外国人のマイケル・クロッタが守護神を務めていた。後半戦は25試合でわずか2失点と精彩を取り戻し、自己最多となる23セーブを記録した。8月16日の埼玉西武ライオンズ戦では、指名打者が解除された上に野手を使い切ったことから延長11回に4年ぶりに打席に立つ場面も見られた（結果は二ゴロ）。なお、この日は大谷翔平がベンチ入りしていたものの、休養日だったために代打で起用されることはなかった。
2015年は開幕から抑えとして君臨し自身初となる30セーブを挙げ、ソフトバンクのデニス・サファテとセーブ王争いを演じたが最終的には2セーブ差で競り負け、それでも自己最多の39セーブとなった。10月9日には第1回WBSCプレミア12の最終ロースター28名に選出された。
2016年2月15日に「侍ジャパン強化試合 日本 vs チャイニーズタイペイ」の日本代表26名に選出された。シーズン開幕当初は抑えとして活躍するが、3勝2敗10セーブ、防御率6.30と大きく悪化し、6月20日に一軍登録を抹消された。その後の抑えはクリス・マーティンに譲り、7月9日に栗山英樹監督は増井を先発に転向することを明言した。8月4日の千葉ロッテマリーンズ戦（QVCマリンフィールド）で2010年以来先発として登板し、5回を投げて無失点に抑えた。同月25日のロッテ戦（QVC）ではプロ入り初めて完投を記録し、9月1日の東北楽天ゴールデンイーグルス戦（東京ドーム）で初めての完封勝利を成し遂げた。先発8登板のうち6勝を挙げ、シーズン最終試合の9月30日の千葉ロッテマリーンズ戦（札幌ドーム）では引退登板の武田勝のあとを受けて登板し、1失点ながらも救援勝利を挙げて自身初の2桁勝利を達成し、10勝10セーブを記録した。10勝10セーブを記録するのは、2000年に小林雅英が達成して以来の快挙となった。結局9月は5試合に登板して5勝0敗、防御率1.10、1完封を記録し、9月度の猛烈な追い上げによるチームのリーグ優勝に大いに貢献、自身初の月間MVPに選出された。オフの10月18日に「侍ジャパン 野球オランダ代表 野球メキシコ代表 強化試合」の日本代表に選出された。
2017年には、NPBのオープン戦期間中に開かれた第4回ワールド・ベースボール・クラシックに、日本代表として出場。1次ラウンドでは対中国代表戦、2次ラウンドではオランダ代表戦とキューバ代表戦に登板すると、通算投球イニング2回2/3で防御率3.38という成績を残した。NPBのレギュラーシーズンでは、自身の希望でクローザーへ復帰すると、一軍公式戦52試合の登板で6勝1敗27セーブ7ホールド、防御率2.39を記録。 6月11日の対巨人戦ではNPB一軍公式戦史上59人目（65度目）の1球セーブ、8月16日の対ロッテ戦（いずれも札幌ドーム）ではNPB史上28人目の一軍公式戦通算100セーブを達成した。一方でセーブ失敗も6度記録してしまい、井口資仁の現役引退試合であった9月24日の対ロッテ戦（ZOZOマリンスタジアム）でも、2点リードの9回裏に登板したが、先頭の代打・清田育宏に右前打を打たれた後に次打者の井口から同点本塁打を打たれた。井口は増井降板後の延長11回裏に迎えた最終打席で凡退したため、この本塁打によって、現役最後の安打・打点・得点も記録したことになる。シーズン終了後の11月14日に、国内FA権の行使を表明。日本ハム球団からの残留交渉の他、オリックス、巨人が増井の獲得を検討。実際には巨人は獲得に乗り出さず、北海道日本ハムとオリックス両球団による交渉の結果、オリックスへの移籍を決意した。

### オリックス時代
2017年11月30日に、オリックスが増井の入団を発表。同日付で、フリーエージェント宣言選手契約締結合意がNPBから公示された。「契約期間3年・推定年俸総額9億円」という条件がベースの4年契約で、4年目の年俸については、成績などに応じて変動。背番号については、山﨑福也が2015年の入団以来着用してきた17を付ける。このため、山﨑は背番号を0へ変更。
2018年6月29日に札幌ドームで行われた北海道日本ハムとの試合でシーズン20セーブ目を挙げ、プロ野球史上4人目、日本人選手としては江夏豊以来となる12球団すべてからセーブを挙げた一人となった。

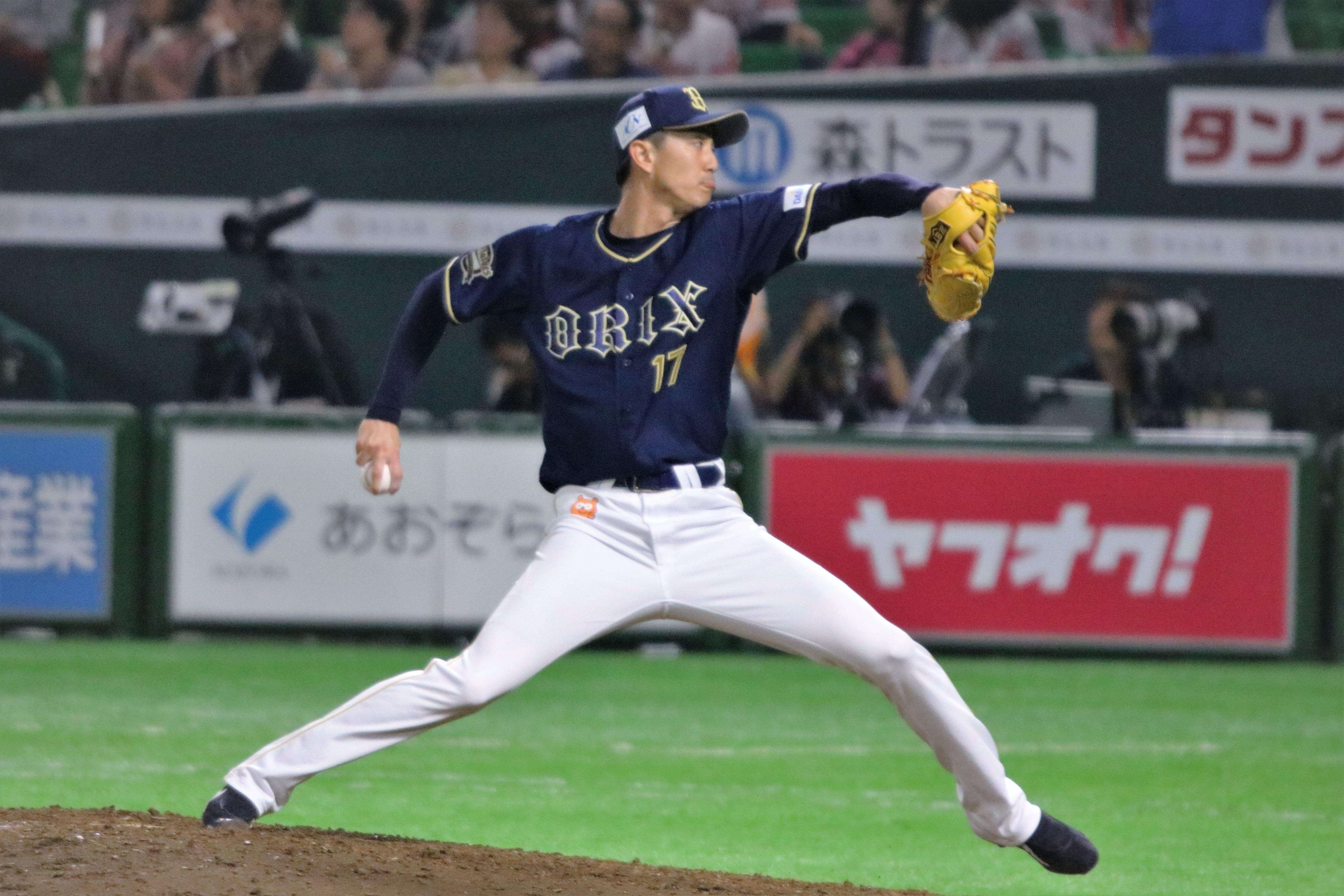
福岡 ヤフオク!ドームにて（2018年3月31日）

この年はシーズン途中までセーブ数はリーグ1位だったが森唯斗の7試合連続セーブなどもありセーブ数はリーグ2位で終えた。
2019年も開幕からクローザーを任されたが、調子が上がらずリリーフ失敗を繰り返したためシーズン中盤にセットアッパーに配置転換された。4月19日に通算150セーブ、9月2日には通算150ホールドを達成。NPBでは同年達成の藤川球児以来2人目（日米通算では平野佳寿を含め3人目）となり、パ・リーグでは初の達成となった。
2021年は、クローザーである平野がオリックスに復帰したことに伴い、先発に再び転向。15試合に登板し、3勝6敗、防御率4.94を記録。オフに、1億3000万円減となる推定年俸7000万円で契約を更改した。
2022年は、開幕から二軍が続き、6月9日に一軍に昇格するも敗戦。なおこの試合（対東京ヤクルトスワローズ戦）で勝利投手となっていれば、史上初の「全球団から勝利・セーブ・ホールド」を達成していた。最終的に2試合の登板で、0勝2敗、防御率3.86を記録に終わり、オフに戦力外通告を受けた。当初は現役続行を希望していたが、移籍先が決まらず、翌2023年1月27日に現役引退が報じられた。

### 引退後
2025年からは、GAORAの野球解説者として活動する。

## 選手としての特徴
オーバースローからリリーフとして起用された際の平均球速約149km/h、最速155km/hのストレートと落差の大きいフォークボールを軸に、スライダー・カーブも混ぜる。

## 人物
野球を始めたきっかけは小学3年時に地元で行われた子供会のソフトボール大会に出場した際チームに野球をしていた同級生と6年生が居り、特に6年生の活躍に憧れそれまでスポーツ経験も無く公文式しかしてなかったが、少年野球の体験に行き4年生に進級後本格的に野球を始める。
出身の焼津はマグロで有名なため、練習用のグラブにはマグロのマークが刺繍されている。
増井自身の甲子園出場はないが、弟2人が静岡高と静岡商高で出場経験がある。なお、弟のうちの1人は静岡県立伊東商業高等学校野球部で監督として竹安大知を指導していたことがある。
家族は都内で暮らす夫人と息子2人、娘1人。シーズン中は離れ離れで過ごすので、スマートフォンでのビデオ電話機能で連絡を取り合う。第2子誕生の時に送られた夫人による手作りのお守りを肌身離さず持っている。また、オリックス移籍後も、増井は大阪で単身赴任を続けていた。現役引退決断後は家族のいる都内に身を移し、「主夫」として家族サービスに時間を費やしていることを語っている。
「ストレスをためたくない」と徹底したストイックな食生活は送っておらず、スナック菓子を普段から食べる。

## 詳細情報

### 年度別投手成績
| 年 度      | 球 団      | 登 板 | 先 発 | 完 投 | 完 封 | 無 四 球 | 勝 利 | 敗 戦 | セ 丨 ブ | ホ 丨 ル ド | 勝 率 | 打 者 | 投 球 回 | 被 安 打 | 被 本 塁 打 | 与 四 球 | 敬 遠 | 与 死 球 | 奪 三 振 | 暴 投 | ボ 丨 ク | 失 点 | 自 責 点 | 防 御 率 | W H I P |
| ---------- | ---------- | ----- | ----- | ----- | ----- | -------- | ----- | ----- | -------- | ----------- | ----- | ----- | -------- | -------- | ----------- | -------- | ----- | -------- | -------- | ----- | -------- | ----- | -------- | -------- | ------- |
| 2010       | 日本ハム   | 13    | 13    | 0     | 0     | 0        | 3     | 4     | 0        | 0           | .429  | 274   | 60.0     | 62       | 9           | 31       | 0     | 4        | 34       | 5     | 0        | 31    | 29       | 4.35     | 1.55    |
| 2011       | 日本ハム   | 56    | 0     | 0     | 0     | 0        | 0     | 4     | 0        | 34          | .000  | 216   | 53.2     | 38       | 2           | 19       | 1     | 0        | 58       | 3     | 1        | 11    | 11       | 1.84     | 1.06    |
| 2012       | 日本ハム   | 73    | 0     | 0     | 0     | 0        | 5     | 5     | 7        | 45          | .500  | 298   | 71.2     | 65       | 2           | 25       | 2     | 0        | 69       | 4     | 0        | 26    | 22       | 2.76     | 1.26    |
| 2013       | 日本ハム   | 66    | 0     | 0     | 0     | 0        | 4     | 4     | 4        | 28          | .500  | 273   | 63.0     | 71       | 3           | 16       | 1     | 3        | 63       | 2     | 0        | 28    | 26       | 3.71     | 1.43    |
| 2014       | 日本ハム   | 56    | 0     | 0     | 0     | 0        | 5     | 6     | 23       | 10          | .455  | 243   | 58.0     | 47       | 5           | 24       | 4     | 1        | 59       | 5     | 0        | 16    | 16       | 2.48     | 1.22    |
| 2015       | 日本ハム   | 56    | 0     | 0     | 0     | 0        | 0     | 1     | 39       | 4           | .000  | 238   | 60.0     | 44       | 1           | 19       | 0     | 0        | 71       | 4     | 1        | 11    | 10       | 1.50     | 1.05    |
| 2016       | 日本ハム   | 30    | 8     | 2     | 1     | 0        | 10    | 3     | 10       | 1           | .769  | 333   | 81.0     | 71       | 5           | 26       | 2     | 3        | 71       | 3     | 0        | 22    | 22       | 2.44     | 1.20    |
| 2017       | 日本ハム   | 52    | 0     | 0     | 0     | 0        | 6     | 1     | 27       | 7           | .857  | 215   | 52.2     | 47       | 6           | 11       | 1     | 0        | 82       | 5     | 0        | 15    | 14       | 2.39     | 1.10    |
| 2018       | オリックス | 63    | 0     | 0     | 0     | 0        | 2     | 5     | 35       | 9           | .286  | 278   | 65.0     | 55       | 4           | 33       | 4     | 1        | 69       | 7     | 0        | 18    | 18       | 2.49     | 1.35    |
| 2019       | オリックス | 53    | 0     | 0     | 0     | 0        | 1     | 4     | 18       | 14          | .200  | 230   | 50.1     | 51       | 5           | 24       | 3     | 1        | 64       | 1     | 0        | 29    | 27       | 4.83     | 1.49    |
| 2020       | オリックス | 16    | 5     | 0     | 0     | 0        | 2     | 2     | 0        | 5           | .500  | 153   | 35.2     | 27       | 3           | 20       | 0     | 1        | 29       | 1     | 0        | 13    | 12       | 3.03     | 1.32    |
| 2021       | オリックス | 15    | 13    | 0     | 0     | 0        | 3     | 6     | 0        | 1           | .333  | 309   | 71.0     | 77       | 8           | 29       | 0     | 2        | 45       | 2     | 0        | 47    | 39       | 4.94     | 1.49    |
| 2022       | オリックス | 2     | 2     | 0     | 0     | 0        | 0     | 2     | 0        | 0           | .000  | 42    | 9.1      | 13       | 0           | 4        | 0     | 0        | 11       | 2     | 0        | 4     | 4        | 3.86     | 1.82    |
| 通算：13年 | 通算：13年 | 551   | 41    | 2     | 1     | 0        | 41    | 47    | 163      | 158         | .466  | 3102  | 731.1    | 668      | 53          | 281      | 18    | 16       | 725      | 44    | 2        | 271   | 250      | 3.08     | 1.30    |

- 各年度の太字はリーグ最高

### WBSCプレミア12での投手成績
| 年 度 | 代 表 | 登 板 | 先 発 | 勝 利 | 敗 戦 | セ ｜ ブ | 打 者 | 投 球 回 | 被 安 打 | 被 本 塁 打 | 与 四 球 | 敬 遠 | 与 死 球 | 奪 三 振 | 暴 投 | ボ ｜ ク | 失 点 | 自 責 点 | 防 御 率 |
| ----- | ----- | ----- | ----- | ----- | ----- | -------- | ----- | -------- | -------- | ----------- | -------- | ----- | -------- | -------- | ----- | -------- | ----- | -------- | -------- |
| 2015  | 日本  | 4     | 0     | 0     | 0     | 0        | 17    | 4.0      | 5        | 1           | 0        | 0     | 0        | 1        | 0     | 0        | 3     | 3        | 6.75     |

### WBCでの投手成績
| 年 度 | 代 表 | 登 板 | 先 発 | 勝 利 | 敗 戦 | セ ｜ ブ | 打 者 | 投 球 回 | 被 安 打 | 被 本 塁 打 | 与 四 球 | 敬 遠 | 与 死 球 | 奪 三 振 | 暴 投 | ボ ｜ ク | 失 点 | 自 責 点 | 防 御 率 |
| ----- | ----- | ----- | ----- | ----- | ----- | -------- | ----- | -------- | -------- | ----------- | -------- | ----- | -------- | -------- | ----- | -------- | ----- | -------- | -------- |
| 2017  | 日本  | 2     | 0     | 0     | 0     | 0        | 6     | 1.2      | 1        | 0           | 0        | 0     | 0        | 1        | 0     | 0        | 0     | 0        | 0.00     |

### 年度別守備成績
| 年 度 | 球 団      | 投手  | 投手  | 投手  | 投手  | 投手  | 投手     |
| 年 度 | 球 団      | 試 合 | 刺 殺 | 補 殺 | 失 策 | 併 殺 | 守 備 率 |
| ----- | ---------- | ----- | ----- | ----- | ----- | ----- | -------- |
| 2010  | 日本ハム   | 13    | 3     | 13    | 0     | 1     | 1.000    |
| 2011  | 日本ハム   | 56    | 0     | 9     | 1     | 2     | .900     |
| 2012  | 日本ハム   | 73    | 2     | 10    | 1     | 1     | .923     |
| 2013  | 日本ハム   | 66    | 4     | 10    | 0     | 0     | 1.000    |
| 2014  | 日本ハム   | 56    | 2     | 11    | 0     | 0     | 1.000    |
| 2015  | 日本ハム   | 56    | 1     | 9     | 0     | 0     | 1.000    |
| 2016  | 日本ハム   | 30    | 2     | 4     | 1     | 0     | .889     |
| 2017  | 日本ハム   | 52    | 2     | 5     | 0     | 1     | 1.000    |
| 2018  | オリックス | 63    | 1     | 12    | 0     | 2     | 1.000    |
| 2019  | オリックス | 53    | 1     | 7     | 1     | 0     | .889     |
| 2020  | オリックス | 16    | 2     | 10    | 1     | 0     | .923     |
| 2021  | オリックス | 15    | 2     | 11    | 0     | 1     | 1.000    |
| 2022  | オリックス | 2     | 1     | 0     | 1     | 0     | .500     |
| 通算  | 通算       | 551   | 25    | 111   | 6     | 8     | .958     |

### タイトル
- 最優秀中継ぎ投手：1回（2012年）

### 表彰
- 月間MVP：1回（投手部門：2016年9月）
- パ・リーグ連盟特別表彰：1回（特別賞：2012年[注 1]）

### 記録
初記録
投手記録
- 初登板・初先発登板：2010年4月9日、対福岡ソフトバンクホークス4回戦（福岡Yahoo! JAPANドーム）、6回7被安打4失点で敗戦投手
- 初奪三振：同上、1回裏に川﨑宗則から見逃し三振
- 初勝利・初先発勝利：2010年4月27日、対オリックス・バファローズ6回戦（札幌ドーム）、7回1被安打無失点
- 初ホールド：2011年4月15日、対千葉ロッテマリーンズ1回戦（札幌ドーム）、8回表に2番手で救援登板、1回無失点
- 初セーブ：2012年5月6日、対オリックス・バファローズ9回戦（札幌ドーム）、9回表に3番手で救援登板・完了、1回無失点
- 初完投勝利：2016年8月25日、対千葉ロッテマリーンズ20回戦（QVCマリンフィールド）、9回5被安打1失点8奪三振
- 初完封勝利：2016年9月1日、対東北楽天ゴールデンイーグルス19回戦（東京ドーム）、9回8被安打2奪三振

打撃記録
- 初打席・初安打・初打点：2010年5月13日、対阪神タイガース2回戦（阪神甲子園球場）、2回表に下柳剛から左中間適時二塁打

節目の記録
- 100ホールド：2013年8月20日、対東北楽天ゴールデンイーグルス15回戦（荘内銀行・日新製薬スタジアムやまがた）、7回裏に4番手で救援登板、1回1与四球無失点 ※192試合目での達成は史上最速
- 100セーブ：2017年8月16日、対千葉ロッテマリーンズ17回戦（札幌ドーム）、9回表に3番手で救援登板・完了、1回1失点 ※史上28人目
- 150セーブ：2019年4月19日、対東北楽天ゴールデンイーグルス4回戦（楽天生命パーク）、9回裏に2番手で救援登板・完了、1回無失点 ※史上14人目
- 500試合登板：2019年8月2日、対埼玉西武ライオンズ16回戦（京セラドーム大阪）、8回表に4番手で救援登板、1回無失点 ※史上100人目
- 150ホールド：2019年9月2日、対千葉ロッテマリーンズ22回戦（ZOZOマリンスタジアム）、8回裏に3番手で救援登板、1回無失点 ※史上8人目

その他の記録
- シーズン45ホールド：2012年 ※パ・リーグ記録
- シーズン50ホールドポイント：2012年（救援勝利5+45ホールド） ※パ・リーグ記録
- 1球セーブ：2017年6月11日、対読売ジャイアンツ3回戦（札幌ドーム）、9回表にルイス・クルーズを一塁ゴロ ※史上59人目65度目、パ・リーグ史上28人目30度目[38]
- 全球団からセーブ：2018年6月29日、対北海道日本ハムファイターズ9回戦（札幌ドーム）、9回裏に4番手で救援登板、1回無失点 ※史上4人目[39]
- 100セーブ100ホールド ※史上4人目[40]
- 150セーブ150ホールド ※史上2人目、パ・リーグ初[24]
- オールスターゲーム出場：3回（2011年、2013年、2018年）

### 背番号
- 43（2010年 - 2011年）
- 19（2012年 - 2017年）
- 17（2018年 - 2022年）

### 代表歴
- 2015 WBSCプレミア12 日本代表
- 2017 ワールド・ベースボール・クラシック日本代表